# غريغ أوسترتاغ
غريغ أوسترتاغ (بالإنجليزية: Greg Ostertag)‏ مواليد 6 مارس 1973 في دالاس، هو لاعب كرة سلة أمريكي سابق بدأ مسيرته الاحترافية في سنة 1995-2006, 2011. تم اختياره من قبل فريق يوتا جاز خلال الدرافت. يبلغ طوله 7 قدم 2 بوصة (2.2 م). اعتزل اللعب في 2012.

## المسيرة الاحترافية
لعب مع يوتا جاز من سنة 1995 إلى 2004، ثم لعب مع سكرامنتو كينغز في موسم 2004–2005، ثم لعب مع يوتا جاز في موسم 2005–2006.

## روابط خارجية
- غريغ أوسترتاغ على موقع IMDb (الإنجليزية)
- غريغ أوسترتاغ على موقع قاعدة بيانات الفيلم (الإنجليزية)
- غريغ أوسترتاغ على موقع إن بي أي (الإنجليزية)
- غريغ أوسترتاغ على موقع سبورتس رفرنس (الإنجليزية)
- غريغ أوسترتاغ على موقع كرة السلة الأوروبية.كوم (الإنجليزية)
- غريغ أوسترتاغ على موقع كلية كرة السلة في سبورتس رفرنس.كوم (الإنجليزية)
- غريغ أوسترتاغ على موقع ريلجم (الإنجليزية)
- غريغ أوسترتاغ على موقع بروبوليرز (الإنجليزية)
- غريغ أوسترتاغ على موقع سبورتس رفرنس (الإنجليزية)